# Ronsdorf
Ronsdorf est un district urbain de l'ouest de l'Allemagne, dans la ville de Wuppertal. De 1745 à 1929, Ronsdorf fut une ville autonome.

## Personnages célèbres
- Rudolf Carnap (1891–1970)